# Xujiaya Shuiku
Xujiaya Shuiku är en reservoar i Kina. Den ligger i provinsen Shandong, i den östra delen av landet, omkring 180 kilometer sydost om provinshuvudstaden Jinan. Trakten runt Xujiaya Shuiku består till största delen av jordbruksmark.
Genomsnittlig årsnederbörd är 902 millimeter. Den regnigaste månaden är juli, med i genomsnitt 265 mm nederbörd, och den torraste är januari, med 5 mm nederbörd.